# دیوید دیل ریمر
دیوید دیل ریمر (انگلیسی: David Dale Reimer؛ زادهٔ) سیاست‌مدار اهل ایالات متحده آمریکا است. وی از سفیران ایالات متحده آمریکا در سیشل و از دانش‌آموختگان دانشگاه پیتسبورگ است.